# Endomorfisme de Frobenius

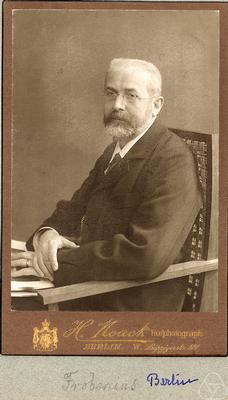
Retrat de Georg Frobenius, del quan en pren el nom.

En àlgebra commutativa i teoria de cossos l'endomorfisme de Frobenius és un endomorfisme d'anells de característica un nombre primer. En certs contextos és un automorfisme, però aquest fet no és cert en general.
Sigui R un anell commutatiu de característica un nombre primer p (la característica és sempre un nombre primer quan R és un domini d'integritat, per exemple). L'endomorfisme de Frobenius F es defineix com 
F(r)=rp
per a tot r de R. Es pot veure com aquesta aplicació respecta la multiplicació d'elements de R: F(rs)=(rs)p = rpsp així com la suma en R. L'expressió (r + s)p pot ser desenvolupada fent servir el teorema del binomi, i com que p és primer, els coeficients de tots els termes excepte rp i sp són divisibles per p, la característica, pel que són iguals a zero. Finalment veiem que clarament F(1)=1, pel que acabem de demostrar que F és un homomorfisme d'anells.
En general, F no és un automorfisme. Per exemple, sigui K el cos Fp(t), és a dir, un cos finit amb p elements junt amb un sol element transcendent. Podem afirmar que la imatge de F no conté t. Demostrarem aquest fet per contradicció: Suposem que existeix un element de K la imatge del qual en aplicar-li F és t. Aquest element és una funció racional q(t)/r(t) la potència p-èsima del qual (q(t)/r(t))p és igual a t. Això implica que p(deg q - deg r) = 1, la qual cosa és impossible. Per el que F no és exhaustiva (suprajectiva) i, per tant, no és un automorfisme. Fins i tot és possible que F no sigui injectiva. Això succeeix si i només si R té un element nilpotent d'ordre inferior o igual a p.

## Punts fixos en l'endomorfisme de Frobenius
Sigui R un domini d'integritat. L'aplicació de Frobenius deixa fixos tots els elements de R que satisfan l'equació xp = x. Aquestes són totes les arrels de l'equació xp - x, i com que aquesta equació té grau p, hi ha com a molt p arrels. Aquests són exactament els elements 0, 1, 2, ..., p - 1, de manera que el conjunt de punts fixos de F defineixen un cos primer.
Iterant l'aplicació de Frobenius obtenim una seqüència d'elements de R:
{\displaystyle x,x^{p},x^{p^{2}},x^{p^{3}},\ldots }
Aplicant iterativament e vegades F a un anell que contingui un cos K de pe elements s'obté un conjunt de punts fixos igual a K, similar a l'exemple anterior. Els iterats de l'aplicació de Frobenius es fan servir per a definir la clausura de Frobenius i la clausura estricta d'un ideal.

## Frobenius per a cossos finits
Sigui Fq el cos finit de q elements, on q=pe. F deixa fix Fp amb aquest argument. Si q=2, aleshores F², la segona iteració de Frobenius, deixa fixos p² elements, pel que deixa fix {\displaystyle {\mathbf {F} }_{p^{2}}}. En general, Fe deixa fix {\displaystyle {\mathbf {F} }_{p^{e}}}. A més a més, F genera el Grup de Galois de qualsevol extensió de cossos finits.